# 林芳华
林芳华（1959年3月11日—），美国华人数学家，美国纽约大学科朗数学研究所西佛教授，长江学者。

## 生平
1959年，生于浙江省宁波镇海。1981年，于浙江大学数学系毕业，后赴美国留学。1985年，获美国明尼苏达大学数学博士学位。1985－1987年间，在美国纽约大学科朗研究所任助教。1988年，始任芝加哥大学数学系正教授（时年仅29岁）。1989年，回到纽约大学，任科朗研究所终身教授。

## 学术
林芳华在几何测度论，偏微分方程，几何分析等数学领域有突出的贡献；特别是在液晶晶格组合的方程性质方面，有很大学术成就，被公认为是这一方面的代表。
1990年，在日本京都举行的国际数学家大会上，时年仅31岁的林芳华被邀请作大会45分钟学术报告。这是继数学家吴文俊、陈景润被邀作报告后（均在文革期间，惜未能成行），时隔10多年之久终于又有中国数学家被邀请在国际最高级别的数学家大会上作报告。
林芳华最近的研究工作主要集中在刻划超导、超流物理性质的金兹堡－朗道方程方面，以及在调和映照方面。

## 荣誉
- 2005年，当选为美国文理科学院院士
- 2004年，陈省身奖（第三届世界华人数学家大会）
- 2002年，美国数学会博谢纪念奖（与陶哲轩及达尼埃尔·特塔鲁同时获奖）